# مورس (نوشیدنی)

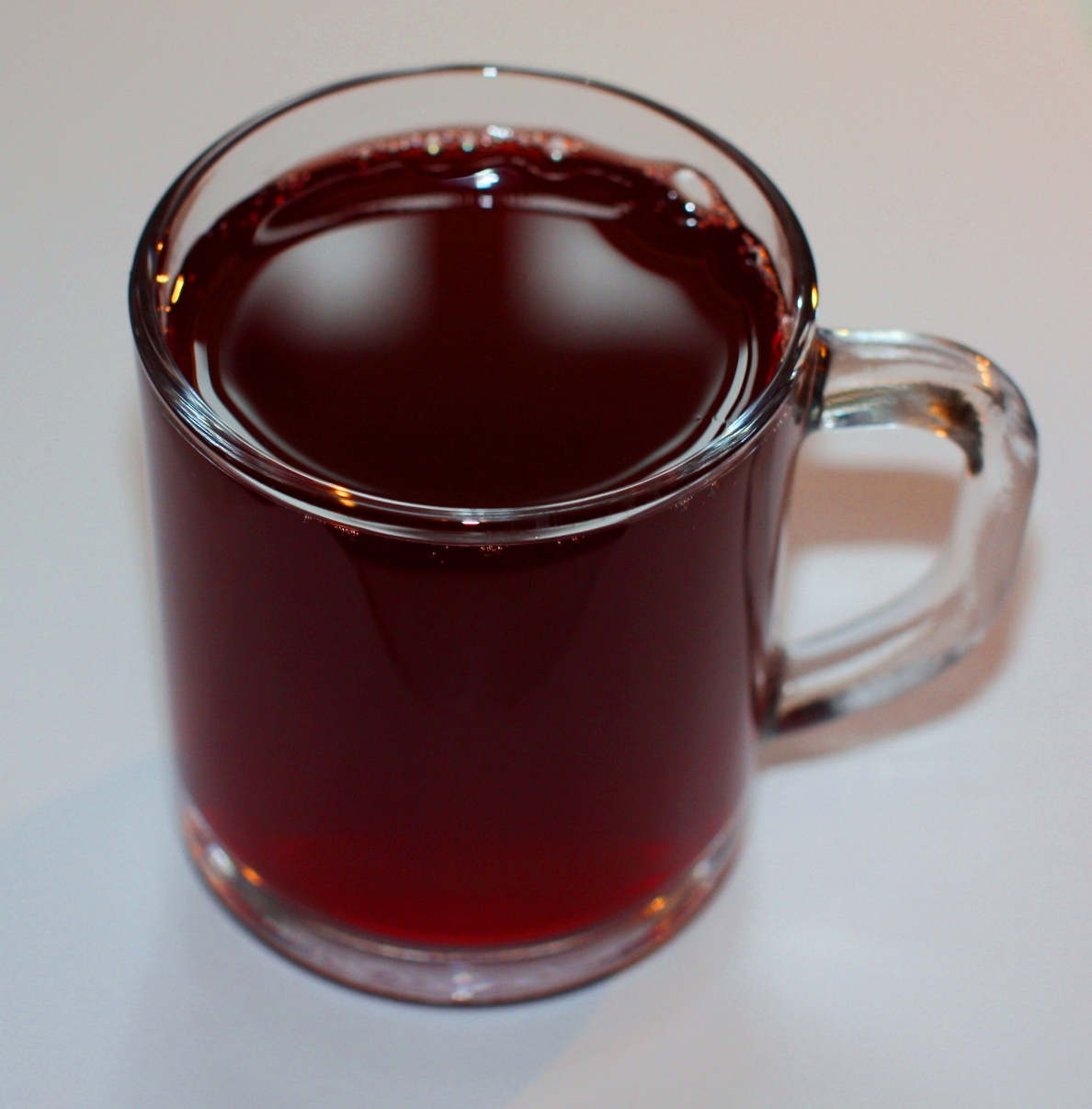
یک لیوان مورس

مورس (روسی: морс) یک نوشیدنی روسی غیرکربونی تهیه شده از بری‌ها است که عموماً شامل سیاه‌دار سرخ و توت خرس (یا بیل‌بری، توت‌فرنگی، تمشک یا سنجد تلخ ممکن است استفاده شده باشد) که در روسیه، اوکراین و سایر کشورهای اسلاو است.